# Tomas Kaukėnas
Tomas Kaukėnas (* 1. Mai 1990 in Ignalina, Litauische SSR, Sowjetunion) ist ein litauischer Biathlet. Er gab 2009 sein Debüt im Weltcup und startete bisher bei zwölf Weltmeisterschaften sowie drei Olympischen Spielen.

## Sportliche Laufbahn

### Größtes Talent im litauischen Team
Tomas Kaukėnas startete erstmals im Dezember 2006 in Obertilliach bei Juniorenwettbewerben des Europacups (später IBU-Cup). Erstes Großereignis wurden die Jugendweltmeisterschaften 2007 in Martell, bei denen der Litauer unter anderem 20. im Einzel wurde; im Folgejahr stand als Bestergebnis ein 31. Platz zu Buche. Zu Beginn der Saison 2008/09 debütierte der Litauer in Obertilliach im IBU-Cup der Männer und belegte in seinem ersten Sprintrennen den 90. Rang. Erste Punkte gewann er im weiteren Saisonverlauf als 33. eines Einzels in Altenberg. Daraufhin durfte er in Ruhpolding als 18-Jähriger erstmals im Weltcup starten und erreichte im Sprint bei 121 Startern Platz 100. Erfolgreich verliefen Kaukėnas' dritte Jugendweltmeisterschaften im kanadischen Canmore, in deren Rahmen er sich nach Platz acht im Sprint bis auf den vierten Rang in der Verfolgung verbessern konnte und damit eine Medaille knapp verpasste. Damit erreichte Kaukėnas zwei der damals besten internationalen Leistungen eines Litauers überhaupt. Mehrfach kam er in der Saison 2009/10 im Weltcup zum Einsatz. Dabei bestritt er in Östersund an der Seite von Mindaugas Kavoliūnas, Rokas Suslavičius und Karol Dombrovski auch erstmals einen Staffelwettkampf und schloss das Rennen als Vorletzter ab, kam aber bei schwierigen Wetterbedingungen mit fünf benötigten Nachladern von seinen Teamkollegen noch am besten zurecht. Im Rahmen des IBU-Sommercup 2010 erzielte er in Nové Město na Moravě auf Skirollern zwei Podestplätze.

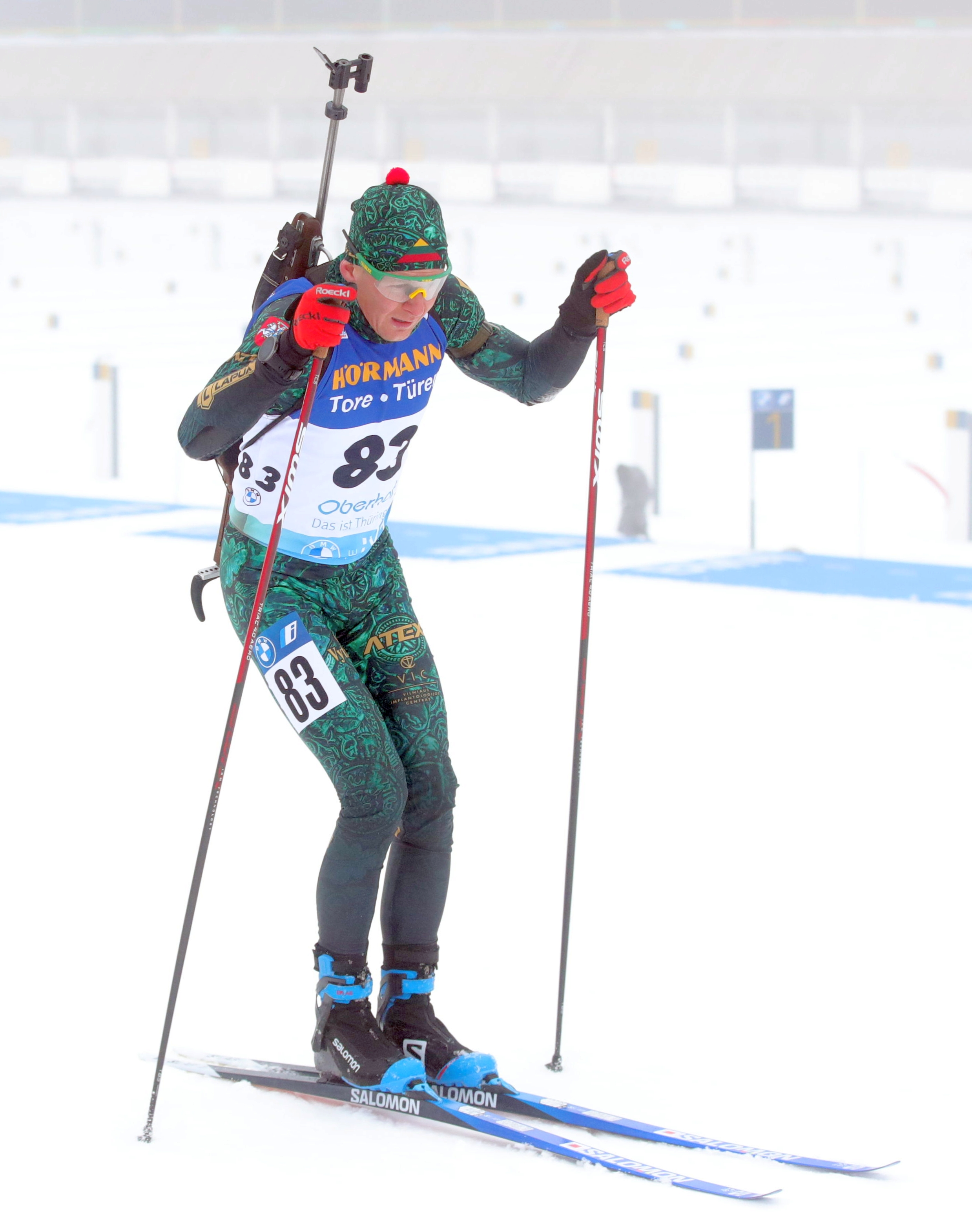
Kaukėnas im Sprintrennen der WM 2023 in Oberhof

Im Winter 2010/11 unterbot Kaukėnas im IBU-Cup seine bisherigen Bestresultate klar, so wurde er beispielsweise in Osrblie 14. des Einzels und 16. des Sprints. Seine letzten Juniorenweltmeisterschaften brachten mit Position acht im Sprint und elf in der Verfolgung ebenso gute Ergebnisse, sodass der Litauer am Saisonende in Chanty-Mansijsk erstmals an Weltmeisterschaften im Erwachsenenbereich teilnahm und – durchaus überraschend – auf Anhieb das Verfolgungsrennen erreichte. Seit Beginn der Saison 2011/12 gehört Kaukėnas mit wenigen Unterbrechungen zum litauischen Weltcupaufgebot und war Teil eines über die Jahre immer stärker werdenden Teams. Seine bis heute beste Saison absolvierte er 2012/13. Er lief im Saisonverlauf im Weltcup dreimal in die Punkteränge, trat aber besonders bei den Weltmeisterschaften in Erscheinung, in deren Rahmen er in Sprint und Einzel die Ränge 21 und 23 belegte. Damit qualifizierte er sich für seinen ersten Massenstart auf Weltcupebene und schloss diesen als 28. der 30 Starter ab. Auch bei den Europameisterschaften zeigte Kaukėnas mit Platz zehn im Einzel eine starke Leistung. 2014 nahm er als erster litauischer Biathlet seit Karolis Zlatkauskas acht Jahre zuvor an den Olympischen Spielen von Sotschi teil und zeigte erneut ansprechende Ergebnisse. Im Einzelwettkampf befand er sich nach drei fehlerfreien Schießeinlagen gar auf Medaillenkurs, fiel aber nach drei Fehlern beim letzten Stehendanschlag auf Platz 23 zurück. Im Weltcupwinter erreichte er ebenfalls zweimal einen 23. Rang.

### Olympia- und Staffelerfolge
In den Folgejahren konnte Kaukėnas zumeist nicht an diese Leistungen anknüpfen, was oft einer unterdurchschnittlichen Trefferquote geschuldet war. Im Verlauf der Saison 2014/15 verpasste er in sämtlichen Individualrennen die Punkteränge, stellte aber mit Karol Dombrovski, Rokas Suslavičius und dem vom Skilanglauf gewechselten Vytautas Strolia in Oslo mit Rang 17 das beste Herrenstaffelresultat Litauens seit gut 20 Jahren auf. Bei den Weltmeisterschaften 2016 erreichte er den 21. Rang im Sprint, im Winter 2016/17 lief er dreimal unter die besten 40. Eine große Überraschung war schließlich das Abschneiden Kaukėnas bei den Olympischen Spielen 2018 in Pyeongchang. Zum einen war das baltische Land erstmals in der Lage, eine Mixedstaffel zu stellen, in welcher Kaukėnas, Strolia, Natalija Kočergina und Diana Rasimovičiūtė Platz 19 erreichten. Zum anderen belegte Kaukėnas im Sprint trotz Fehler Rang 17, verbesserte sich im Verfolger noch um weitere vier Plätze und nahm somit an seinem zweiten Massenstart teil, in welchem er sich im Zielsprint um die letzte Position Quentin Fillon Maillet geschlagen geben musste.
Ab 2019 brachen Kaukėnas Leistungen als Einzelsportler ein. Er erreichte ein einziges weiteres Mal, beim Sprint in Östersund Anfang Dezember 2019, die Punkteränge und ließ in seiner läuferischen Stärke nach. Mit der Staffel klassierte er sich meist im hinteren Mittelfeld, wobei unter anderem bis 2022 auch drei 14. Plätze zu Buche standen. Auch bei den Olympischen Spielen 2022 war der litauische Verband nun zum ersten Mal in der Lage, eine Männerstaffel zu stellen; Kaukėnas, Vytautas Strolia, Karol Dombrovski und Linas Banys erreichten bei 21 Mannschaften erneut Rang 14. Zu Beginn des Winters 2022/23 war er Teil des Teams, welches zum ersten Mal in der Geschichte eine Top-10-Platzierung erzielte. Kaukėnas war als Startläufer zunächst Teil der Spitzengruppe, verursachte im Stehendanschlag allerdings eine Strafrunde. Nichtsdestotrotz brachten Strolia, Dombrovski und Maksim Fomin die Staffel auf dem achten Rang über die Ziellinie. Im Rahmen der WM 2023 erzielte er zudem Platz 34 im Einzel. Da im litauischen Kader einige jüngere Athleten auf der zweiten Wettkampfebene gute Leistungen erbrachten, wird Kaukėnas schließlich seit 2024 auch teilweise wieder im IBU-Cup eingesetzt.

## Persönliches
Kaukėnas lebt in Vilnius. Er hat eine Tochter und ist neben seiner Sportlertätigkeit passionierter Angler.

## Statistiken

### Weltcupplatzierungen
Die Tabelle zeigt alle Platzierungen (je nach Austragungsjahr einschließlich Olympische Spiele und Weltmeisterschaften).
- 1.–3. Platz: Anzahl der Podiumsplatzierungen
- Top 10: Anzahl der Platzierungen unter den ersten zehn (einschließlich Podium)
- Punkteränge: Anzahl der Platzierungen innerhalb der Punkteränge (einschließlich Podium und Top 10)
- Starts: Anzahl gelaufener Rennen in der jeweiligen Disziplin
- Staffel: inklusive Mixed- und Single-Mixed-Staffeln

| Platzierung               | Einzel | Sprint | Verfolgung | Massenstart | Staffel | Gesamt |
| ------------------------- | ------ | ------ | ---------- | ----------- | ------- | ------ |
| 1. Platz                  |        |        |            |             |         |        |
| 2. Platz                  |        |        |            |             |         |        |
| 3. Platz                  |        |        |            |             |         |        |
| Top 10                    |        |        |            |             | 1       | 1      |
| Punkteränge               | 1      | 12     | 4          | 1           | 86      | 104    |
| Starts                    | 35     | 97     | 22         | 1           | 86      | 241    |
| Stand: Saisonende 2024/25 |        |        |            |             |         |        |

### Weltcupwertungen

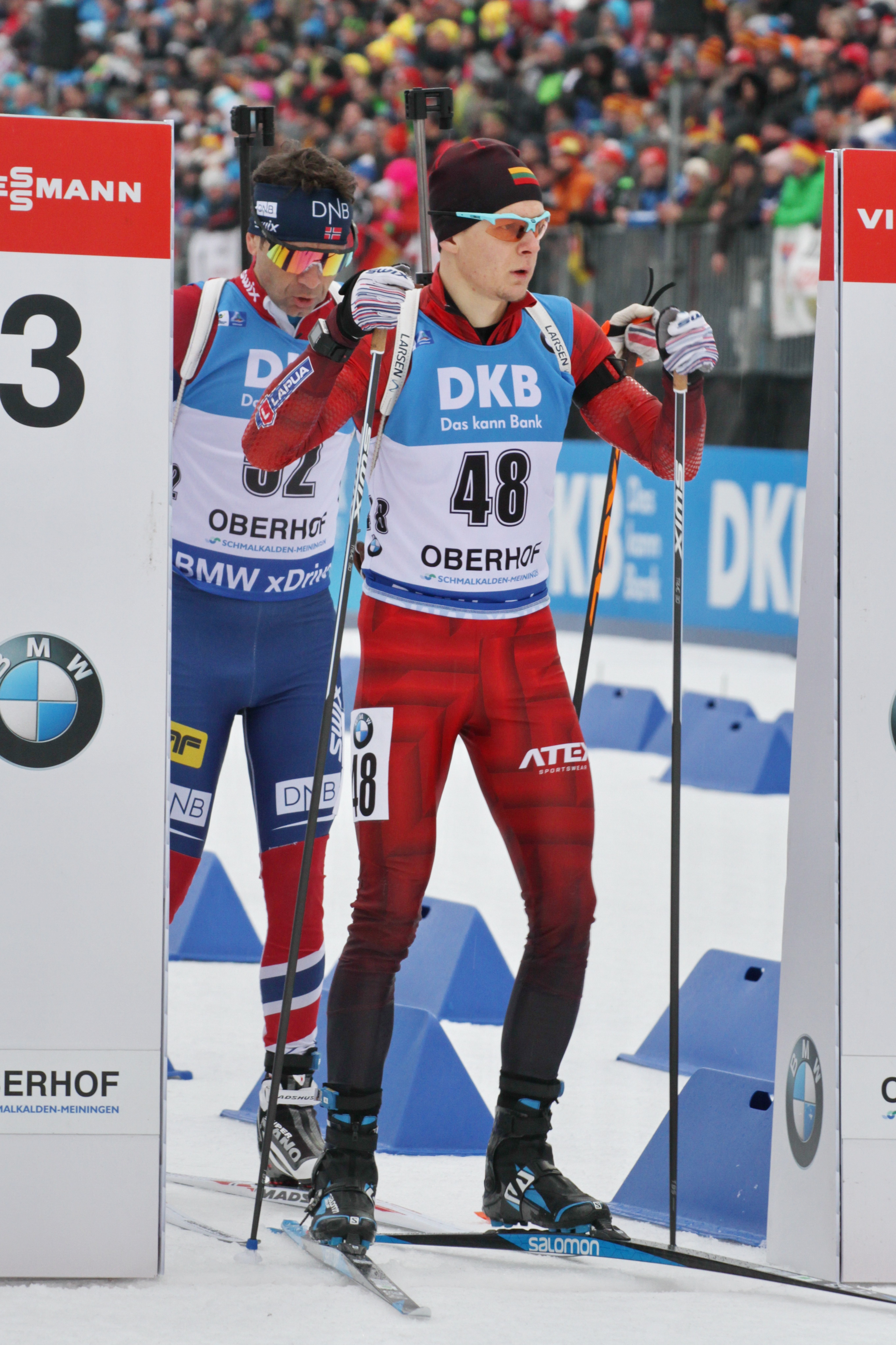
Kaukėnas während des Weltcups in Oberhof im Januar 2018

Ergebnisse bei Biathlon-Weltcups (Disziplinen- und Gesamtweltcup) gemäß Punktesystem
| Saison  | Einzel | Einzel | Sprint | Sprint | Verfolgung | Verfolgung | Massenstart | Massenstart | Gesamt | Gesamt |
| Saison  | Platz  | Punkte | Platz  | Punkte | Platz      | Punkte     | Platz       | Punkte      | Platz  | Punkte |
| ------- | ------ | ------ | ------ | ------ | ---------- | ---------- | ----------- | ----------- | ------ | ------ |
| 2012/13 | 52.    | 18     | 63.    | 29     | 71.        | 8          | 45.         | 13          | 62.    | 68     |
| 2013/14 | –      | –      | 54.    | 31     | 53.        | 33         | –           | –           | 57.    | 64     |
| 2015/16 | –      | –      | 66.    | 24     | –          | –          | –           | –           | 75.    | 24     |
| 2016/17 | –      | –      | 56.    | 32     | –          | –          | –           | –           | 73.    | 32     |
| 2019/20 | –      | –      | 73.    | 10     | –          | –          | –           | –           | 85.    | 10     |

### Olympische Winterspiele
Ergebnisse bei Olympischen Winterspielen:
|                                             | Einzelwettbewerbe | Einzelwettbewerbe | Einzelwettbewerbe | Einzelwettbewerbe | Staffelwettbewerbe | Staffelwettbewerbe |
| Einzel                                      | Sprint            | Verfolgung        | Massenstart       | Männerstaffel     | Mixedstaffel       |                    |
| ------------------------------------------- | ----------------- | ----------------- | ----------------- | ----------------- | ------------------ | ------------------ |
| Olympische Winterspiele 2014 \| Sotschi     | 23.               | 47.               | 40.               | –                 | –                  | –                  |
| Olympische Winterspiele 2018 \| Pyeongchang | 78.               | 17.               | 13.               | 30.               | –                  | 19.                |
| Olympische Winterspiele 2022 \| Peking      | 70.               | 80.               | —                 | —                 | 14.                | —                  |

### Weltmeisterschaften
Ergebnisse bei Weltmeisterschaften:
| Weltmeisterschaften | Weltmeisterschaften | Einzelwettbewerbe | Einzelwettbewerbe | Einzelwettbewerbe | Einzelwettbewerbe | Staffelwettbewerbe | Staffelwettbewerbe | Staffelwettbewerbe |
| Jahr                | Ort                 | Einzel            | Sprint            | Verfolgung        | Massenstart       | Männerstaffel      | Mixedstaffel       | S.-M.-Staffel      |
| ------------------- | ------------------- | ----------------- | ----------------- | ----------------- | ----------------- | ------------------ | ------------------ | ------------------ |
| 2011                | Chanty-Mansijsk     | 73.               | 59.               | 58.               | –                 | 24.                | –                  | nicht ausgetragen  |
| 2012                | Ruhpolding          | 73.               | 61.               | –                 | –                 | 21.                | 25.                | nicht ausgetragen  |
| 2013                | Nové Město          | 23.               | 21.               | 37.               | 28.               | 23.                | 24.                | nicht ausgetragen  |
| 2015                | Kontiolahti         | 73.               | 60.               | 56.               | –                 | 23.                | 23.                | nicht ausgetragen  |
| 2016                | Oslo                | 70.               | 21.               | 47.               | –                 | 23.                | 23.                | nicht ausgetragen  |
| 2017                | Hochfilzen          | 46.               | 31.               | 41.               | –                 | 25.                | –                  | nicht ausgetragen  |
| 2019                | Östersund           | 63.               | 55.               | DNS               | –                 | 21.                | 24.                | –                  |
| 2020                | Antholz             | 74.               | 62.               | –                 | –                 | 24.                | –                  | –                  |
| 2021                | Pokljuka            | 52.               | 75.               | –                 | –                 | 25.                | –                  | 24.                |
| 2023                | Oberhof             | 34.               | 70.               | –                 | –                 | 16.                | –                  | 21.                |
| 2024                | Nové Město          | 70.               | 43.               | LAP               | –                 | 20.                | –                  | –                  |
| 2025                | Lenzerheide         | 58.               | –                 | –                 | –                 | –                  | –                  | –                  |

### Jugend-/Juniorenweltmeisterschaften
Kaukėnas nahm bis 2009 an den Jugend-, ab 2010 an den Juniorenwettkämpfen teil.
| Weltmeisterschaften | Weltmeisterschaften | Einzelwettbewerbe | Einzelwettbewerbe | Einzelwettbewerbe | Männerstaffel |
| Jahr                | Ort                 | Einzel            | Sprint            | Verfolgung        | Männerstaffel |
| ------------------- | ------------------- | ----------------- | ----------------- | ----------------- | ------------- |
| 2007                | Martell             | 20.               | 60.               | DNS               | 14.           |
| 2008                | Ruhpolding          | 45.               | 43.               | 31.               | 14.           |
| 2009                | Canmore             | 33.               | 8.                | 4.                | 6.            |
| 2010                | Torsby              | 21.               | 31.               | 23.               | 14.           |
| 2011                | Nové Město          | 47.               | 8.                | 11.               | –             |